# Sarah Paulson
Sarah Catherine Paulson (n. 17 decembrie 1974, Tampa, Florida, SUA) este o actriță americană. După ce și-a început cariera pe scenă, a jucat în serialele de televiziune American Gothic (1995-96) și Jack & Jill (1999-2001). Mai târziu a apărut în filme de comedie, What Women Want (2000) și Down with Love (2003). A avut roluri dramatice în filme, cum ar fi Path to War (2002)  și The Notorious Bettie Page (2005). Din 2006 până în 2007, Paulson a jucat rolul Harrietei Hayes în comedia-dramatică Studio 60 on the Sunset Strip pentru care a fost nominalizată la primul ei Golden Globe Award. În 2008, a interpretat personajul Ellen Dolan în filmul noir Spiritul.
Din 2011, Paulson joacă în serialul FX Povești de groază americane (American Horror Story), interpretând personaje diferite în fiecare sezon. Pentru acest serial, a fost nominalizată de patru ori la premiile Emmy Primetime (2013-2016) și a câștigat două Premii Critics' Choice pentru Televiziune pentru cea mai bună actriță într-un film/miniserie (2013 și 2015). În 2021, a fost nominalizată pentru premiul Golden Globes al celei mai bune actrițe într-un film-serial de televiziune. 

## Viața
Paulson s-a născut pe data de 17 decembrie 1974 în Tampa, Florida, fiica lui Catherine Gordon (născută Dolcater) și Douglas Lyle Paulson al II-a. A trăit în South Tampa, până la vârsta de 5 ani, atunci când părinții ei au divorțat. Iar apoi a trăit o perioadă în Maine, înainte de a se muta la New York la vârsta de 5 ani cu mama ei. A trăit în Queens și Gramercy Park, înainte de a ajunge în Park Slope, Brooklyn. Și-a petrecut verile în Florida în vizită la tatăl ei. Paulson a participat la Manhattan Fiorello H. LaGuardia High School și American Academy of Dramatic Arts.

## Filmografie

### Film
| † | Film nelansat |

| Titlu                     | An   | Rol                | Regizor(i)             | Note           |
| ------------------------- | ---- | ------------------ | ---------------------- | -------------- |
| Levitation                | 1997 | Acey Rawlin        | Scott D. Goldstein     |                |
| The Other Sister          | 1999 | Heather Tate       | Garry Marshall         |                |
| Held Up                   | 1999 | Mary               | Steve Rash             |                |
| What Women Want           | 2000 | Annie              | Nancy Meyers           |                |
| Bug                       | 2002 | Eilleen            | Phil Hay Matt Manfredi |                |
| Down with Love            | 2003 | Vikki Hiller       | Peyton Reed            |                |
| Swimmers                  | 2005 | Merrill            | Doug Sadler            |                |
| Serenity                  | 2005 | Dr. Caron          | Joss Whedon            |                |
| The Notorious Bettie Page | 2005 | Bunny Yeager       | Mary Harron            |                |
| Diggers                   | 2006 | Julie              | Katherine Dieckmann    |                |
| Griffin and Phoenix       | 2006 | Peri               | Ed Stone               |                |
| The Spirit                | 2008 | Ellen Dolan        | Frank Miller           |                |
| Whose Dog Is It Anyway?   | 2009 | Emma               | Cindy Chupack          | Scurtmetraj    |
| Martha Marcy May Marlene  | 2011 | Lucy               | Sean Durkin            |                |
| After-School Special      | 2011 | Woman              | Jacob Chase            | Scurtmetraj    |
| New Year's Eve            | 2011 | Grace Schwab       | Garry Marshall         |                |
| Mud                       | 2012 | Mary Lee           | Jeff Nichols           |                |
| Fairhaven                 | 2012 | Kate               | Tom O'Brien            |                |
| The Time Being            | 2012 | Sarah              | Nenad Cicin-Sain       |                |
| Stars in Shorts           | 2012 | Woman              | Various                |                |
| 12 Years a Slave          | 2013 | Mistress Mary Epps | Steve McQueen          |                |
| twitterkills              | 2014 | Sarah Pendersen    | Brett Sorem            | Scurtmetraj    |
| Carol                     | 2015 | Abby Gerhard       | Todd Haynes            |                |
| The Runner                | 2015 | Kate Haber         | Austin Stark           |                |
| Blue Jay                  | 2016 | Amanda             | Alex Lehmann           |                |
| Rebel in the Rye          | 2017 | Dorothy Olding     | Danny Strong           |                |
| The Post                  | 2017 | Tony Bradlee       | Steven Spielberg       |                |
| Ocean's 8                 | 2018 | Tammy              | Gary Ross              |                |
| Bird Box                  | 2018 | Jessica Hayes      | Susanne Bier           |                |
| Glass                     | 2019 | Dr. Ellie Staple   | M. Night Shyamalan     |                |
| The Goldfinch             | 2019 | Xandra             | John Crowley           | Post-producție |
| Run                       | 2020 | Diana              | Aneesh Chaganty        | Post-producție |

### Televiziune
| † | Serial nelansat |

| Titlu                                             | An        | Rol                   | Note                                                  |
| ------------------------------------------------- | --------- | --------------------- | ----------------------------------------------------- |
| Law & Order                                       | 1994      | Maggie Conner         | Episodul: "Family Values"                             |
| Friends at Last                                   | 1995      | Diana                 | Film TV                                               |
| American Gothic                                   | 1995–1996 | Merlyn Temple         | 18 episoade                                           |
| Shaughnessy                                       | 1996      | —                     | Film TV                                               |
| Cracker                                           | 1997      | Janice                | 2 episoade                                            |
| The Long Way Home                                 | 1998      | Leanne Bossert        | Film TV                                               |
| Real Life                                         | 1998      | Lucy                  | Unsold television pilot                               |
| Jack & Jill                                       | 1999–2001 | Elisa Cronkite        | 32 episoade                                           |
| Metropolis                                        | 2000      | Audrey                | Pilot TV nevândut                                     |
| Touched by an Angel                               | 2001      | Zoe                   | Episodul: "Manhunt"                                   |
| Leap of Faith                                     | 2002      | Faith Wardwell        | 6 episoade                                            |
| Path to War                                       | 2002      | Luci Baines Johnson   | Film TV                                               |
| The D.A.                                          | 2004      | Lisa Patterson        | 2 episoade                                            |
| Nip/Tuck                                          | 2004      | Agatha Ripp           | Episodul: "Agatha Ripp"                               |
| Deadwood                                          | 2005      | Miss Isringhausen     | 9 episoade                                            |
| A Christmas Wedding                               | 2006      | Emily                 | Film TV                                               |
| Studio 60 on the Sunset Strip                     | 2006–2007 | Harriet Hayes         | 22 episoade                                           |
| Desperate Housewives                              | 2007–2011 | Lydia Lindquist       | 2 episoade                                            |
| Pretty/Handsome                                   | 2008      | Corky Fromme          | Pilot TV nevândut                                     |
| Cupid                                             | 2009      | Claire McCrae         | 7 episoade                                            |
| Law & Order: Special Victims Unit                 | 2010      | Anne Gillette         | Episodul: "Shadow"                                    |
| Grey's Anatomy                                    | 2010      | Young Ellis Grey      | Episodul: "The Time Warp"                             |
| November Christmas                                | 2010      | Beth Marks            | Film TV                                               |
| Untitled Kari Lizer Project                       | 2011      | Mary Leahy            | Pilot TV nevândut                                     |
| American Horror Story: Murder House               | 2011      | Billie Dean Howard    | 3 episoade                                            |
| Game Change                                       | 2012      | Nicolle Wallace       | Film TV                                               |
| Blue                                              | 2012      | Lavinia               | 2 episoade                                            |
| American Horror Story: Asylum                     | 2012–2013 | Lana Winters          | 13 episoade                                           |
| American Horror Story: Coven                      | 2013–2014 | Cordelia Foxx         | 13 episoade                                           |
| American Horror Story: Freak Show                 | 2014–2015 | Bette and Dot Tattler | 12 episoade                                           |
| American Horror Story: Hotel                      | 2015–2016 | Sally McKenna         | 9 episoade                                            |
| American Horror Story: Hotel                      | 2016      | Billie Dean Howard    | Episodul: "Be Our Guest"                              |
| The People v. O. J. Simpson: American Crime Story | 2016      | Marcia Clark          | 10 episoade                                           |
| American Horror Story: Roanoke                    | 2016      | Shelby Miller         | 5 episoade                                            |
| American Horror Story: Roanoke                    | 2016      | Audrey Tindall        | 5 episoade                                            |
| American Horror Story: Roanoke                    | 2016      | Lana Winters          | Episodul: "Chapter 10"                                |
| Feud: Bette and Joan                              | 2017      | Geraldine Page        | Episodul: "And the Winner Is... (The Oscars of 1963)" |
| American Horror Story: Cult                       | 2017      | Ally Mayfair-Richards | 11 episoade                                           |
| American Horror Story: Cult                       | 2017      | Susan Atkins          | Episodul: "Charles (Manson) in Charge"                |
| American Horror Story: Apocalypse                 | 2018      | Wilhemina Venable     | 7 episoade                                            |
| American Horror Story: Apocalypse                 | 2018      | Cordelia Goode        | 7 episoade                                            |
| American Horror Story: Apocalypse                 | 2018      | Billie Dean Howard    | Episodul: "Return to Murder House"                    |
| Ratched                                           | 2020      | Nurse Ratched         | 8 episoade                                            |
| sezonul 10 din American Horror Story †            | 2021      | necunoscut            | Serie viitoare                                        |

### Teatru
| Producție           | An        | Rol             |
| ------------------- | --------- | --------------- |
| Talking Pictures    | 1994      | Vesta Jackson   |
| Killer Joe          | 1998–1999 | Dottie Smith    |
| Colder Than Here    | 2005      | Harriet Bradley |
| The Glass Menagerie | 2005      | Laura Wingfield |
| Crimes of the Heart | 2008      | Meg Magrath     |
| Still Life          | 2009      | Carrie Ann      |
| Collected Stories   | 2010      | Lisa Morrison   |
| Talley's Folly      | 2013      | Sally Talley    |

### Ca regizoare
| An   | Titl                              | Note                               |
| ---- | --------------------------------- | ---------------------------------- |
| 2018 | American Horror Story: Apocalypse | Episodul: "Return to Murder House" |